# Antonio Benítez Fernández
Antonio Benítez Fernández (Jerez de la Frontera, 2 giugno 1951 – Jerez de la Frontera, 19 febbraio 2014) è stato un calciatore spagnolo.

## Carriera
In attività giocava come terzino sinistro o come attaccante. Giocò quasi interamente la propria carriera on il Real Betis vincendo una Coppa del Re e due campionati di Segunda División. Conta tre presenze con la nazionale spagnola.

## Statistiche

### Cronologia presenze e reti in nazionale
| Cronologia completa delle presenze e delle reti in nazionale ― Spagna | Cronologia completa delle presenze e delle reti in nazionale ― Spagna | Cronologia completa delle presenze e delle reti in nazionale ― Spagna | Cronologia completa delle presenze e delle reti in nazionale ― Spagna | Cronologia completa delle presenze e delle reti in nazionale ― Spagna | Cronologia completa delle presenze e delle reti in nazionale ― Spagna | Cronologia completa delle presenze e delle reti in nazionale ― Spagna | Cronologia completa delle presenze e delle reti in nazionale ― Spagna |
| Data                                                                  | Città                                                                 | In casa                                                               | Risultato                                                             | Ospiti                                                                | Competizione                                                          | Reti                                                                  | Note                                                                  |
| --------------------------------------------------------------------- | --------------------------------------------------------------------- | --------------------------------------------------------------------- | --------------------------------------------------------------------- | --------------------------------------------------------------------- | --------------------------------------------------------------------- | --------------------------------------------------------------------- | --------------------------------------------------------------------- |
| 12-10-1974                                                            | Buenos Aires                                                          | Argentina                                                             | 1 – 1                                                                 | Spagna                                                                | Amichevole                                                            | -                                                                     | 68’                                                                   |
| 21-9-1977                                                             | Berna                                                                 | Svizzera                                                              | 1 – 2                                                                 | Spagna                                                                | Amichevole                                                            | -                                                                     | 46’                                                                   |
| 26-10-1977                                                            | Madrid                                                                | Spagna                                                                | 2 – 0                                                                 | Romania                                                               | Qual. Mondiali 1978                                                   | -                                                                     | 86’                                                                   |
| Totale                                                                |                                                                       | Presenze                                                              | 3                                                                     |                                                                       | Reti                                                                  | 0                                                                     |                                                                       |

## Palmarès

### Calciatore

#### Competizioni nazionali
- Coppa di Spagna: 1

Betis: 1976-1977
- Segunda División (Spagna): 2

Betis: 1970-1971, 1973-1974